# Святой Иуда (ураган)
| Святой Иуда                 | Святой Иуда                                                                                             | Святой Иуда                                                                                             |
| Данные                      | Данные                                                                                                  | Данные                                                                                                  |
| --------------------------- | --- | --- |
| Образование:                | 26 октября 2013                                                                                         | 26 октября 2013                                                                                         |
| Распад                      | 2 ноября 2013                                                                                           | 2 ноября 2013                                                                                           |
| Максимальная скорость ветра | 191 км/ч (Дания)                                                                                        | 191 км/ч (Дания)                                                                                        |
| Минимальное давление:       | 960 гПА                                                                                                 | 960 гПА                                                                                                 |
| Пострадавшие государства:   | Великобритания, Германия, Дания, Латвия, Литва, Нидерланды, Россия, Финляндия, Франция, Швеция, Эстония | Великобритания, Германия, Дания, Латвия, Литва, Нидерланды, Россия, Финляндия, Франция, Швеция, Эстония |
| Ущерб:                      | ? погибших: от 17 до 21                                                                                 | ? погибших: от 17 до 21                                                                                 |

Ураган Святой Иуда (также характеризуется как шторм, см.: англ. St Jude storm) — внетропический циклон, обрушившийся на Северную Европу в конце октября 2013 года. Своё название ураган получил в честь апостола Иуды, память которого отмечается 28 октября. Ураган зародился в зоне низкого давления над Атлантикой и уже вечером 27 октября его ожидали в британском Уэльсе.
Скорость урагана достигала 120 км/ч, а над акваторией Северного моря — до 191 км/ч. В Дании скорость ветра достигала 53 м/c, в Швеции и Голландии скорость ветра была по 42 м/c.
В ночь на 28 октября ударам стихии подверглась северная Франция (Бретань и Нормандия). Атаке стихии подверглась Великобритания (Лондон, Восточный Суссекс), в результате которой погибли 4 человека. В графстве Кент из-за стихии была отключена АЭС. В конце дня он достиг Дании. Скорость ветра достигала 32-37 м/с. Отменены вылеты самолетов и поездов, повалены деревья, 15 человек госпитализированы, 1 погиб. Ураган также обрушился на юго-западное побережье Швеции, где его окрестили Симоном, и вызвал перебои с электроснабжением. Закрыты аэропорты городов Мальмё и Гётеборг.
Ночью 29 октября ураган обесточил ряд городов Латвии (Вентспилс, Кулдига и Талси) и Литвы. Не обошла непогода стороной и Эстонию. Перебои с электроснабжением из-за разгула стихии наблюдались и в Финляндии (Киркконумми, Сиунтио) К обеду ураган добрался до российского Санкт-Петербурга, где вызвал подъем воды в Неве, нарушение электроснабжения. Бушевал ураган в Псковской, Новгородской, Тверской  областях и в Карелии (где скорость ветра ослабла до 17 м/c). К вечеру ослабевший циклон накрыл Подмосковье (скорость ветра здесь уже не превышала 15 м/c).
30 октября в ослабленном виде циклон добрался до Урала.
Следствием циклона считается ненастная погода, на севере Казахстана 1 ноября.
Также 1 ноября ураган добрался до Якутии, где в ноябре характерна низкая температура около минус 30 °C. В этот день из-за непогоды было аномально тепло для Якутии плюс 5 °C. 2 ноября сильно ослабевший циклон дошел и до Магаданской области, где вызвал небольшой снег и повышение температуры, которая составила 0...-5 °C. Немногим позже ураган распался.

## Санкт-Петербург
Во время урагана в Санкт-Петербурге были повалены почти 300 деревьев, десятки рекламных конструкций и дорожных знаков, с двух десятков домов были сорваны кровли крыши. В городе должно было случиться масштабное наводнение, которое не произошло благодаря вовремя перекрытой КЗС, построенной в 2011 году. Во время шторма упавшие деревья оборвали контактную сеть на пересечении Светлановского проспекта и Проспекта Просвещения, а также на Васильевском острове, что привело к парализации передвижения трамваев и троллейбусов. Также 2 радиостанции были вынуждены срочно прекратить свои вещания. Однако КЗС не может защитить Петербург от водных течений, прибываемых из Ладоги, и уровень воды в Неве поднялся на 111 см выше ординара. Волны достигали 4 метров в высоту. В частности, река Смоленка в западной части Васильевского острова вышла из берегов. По прогнозам специалистов, без дамбы уровень воды поднялся бы на 260 см и частично подтопленными оказалось бы более 6700 зданий.

## Жертвы
В общей сложности жертвами урагана стало не менее 17 человек:
- 5 британцев (в Лондоне, Хартфордшире и Восточном Суссексе)[29]
- 8 немцев (в Гельзенкирхене, Фленсбурге и Шортенсе)[30]
- 1 датчанин
- 1 голландка (в Амстердаме)
- 1 француженка (в Бель-Иль)[31]
- 1 россиянка (в Кимрах)[32]